# Хосе Луїс Кальдерон
Хосе Луїс Кальдерон (ісп. José Luis Calderón, нар. 24 жовтня 1970, Ла-Плата, Аргентина) — аргентинський футболіст, що грав на позиції нападника.
Виступав, зокрема, за «Естудьянтес», а також національну збірну Аргентини.

## Клубна кар'єра
Вихованець футбольної школи клубу «Дефенсорес де Камбасерес», у складі якого і розпочав свою дорослу кар'єру в нижчих аргентинських лігах.
Своєю грою за цю команду привернув увагу представників тренерського штабу «Естудьянтеса», до складу якого приєднався 1992 року. Відіграв за команду з Ла Плати наступні три сезони своєї ігрової кар'єри. Більшість часу, проведеного у складі «Естудьянтес», був основним гравцем атакувальної ланки команди і одним з головних бомбардирів команди, маючи середню результативність на рівні 0,37 голу за гру першості. 

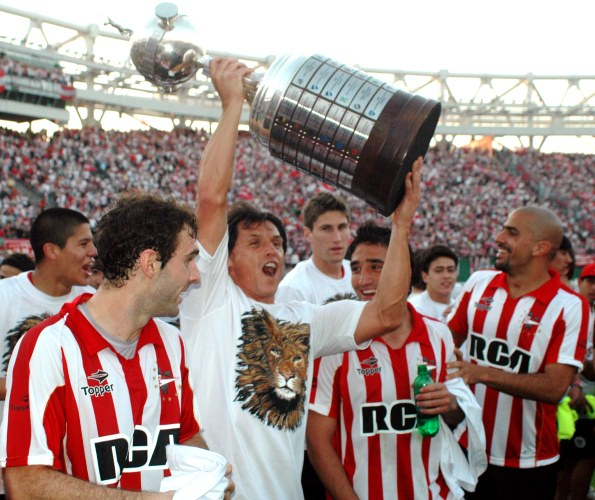
Хосе Луїс Кальдерон з кубком Лібертадорес, 2009 рік

Згодом з 1996 року став виступати за «Індепендьєнте» (Авельянеда), за яке грав до 2003 року з перервами на недовгі виступи в Італії за «Наполі» (1997–1998) та у Мексиці за «Америку» та «Атлас» (2000–2002).
Після цього протягом 2004—2005 років виступав за «Арсенал» (Саранді). До цього моменту Кальдерон вже двічі ставав найкращим бомбардиром чемпіонату Аргентини (1995 та 1999 року) і виступав за ряд відомих команд, проте так і не мав загальнокомандних титулів. Лише з переходом у «Естудьянтес», лідером на полі якої став Хуан Себастьян Верон, а на тренерському містку — Дієго Сімеоне, Хосе Луїс зміг здобути перший трофей. У другій половині року «Естудьянтес» став чемпіоном Аргентини, а Кальдерон, зокрема, відзначився хет-триком у легендарному матчі проти принципового суперника «Естудьянтеса» — «Хімнасії Ла-Плата», який завершився перемогою з рахунком 7:0.
2007 року Кальдерон повернувся в клуб «Арсенал» (Саранді) і в першому ж сезоні його нова команда сенсаційно завоювала Південноамериканський кубок. Це був перший трофей в історії клубу.
Влітку 2008 року Кальдерон втретє увійшов до складу «Естудьянтеса». Клуб був близький до завоювання ще одного Південноамериканського кубка у грудні того ж року (клуб пробився у фінал міжнародних змагань вперше з 1971 року), але в додатковий час поступився за сумою двох зустрічей бразильському «Інтернасьоналу». Сам Кальдерон двічі виходив на заміну у фінальних матчах. А у 2009 році Кальдерон став частиною команди, яка завоювала Кубок Лібертадорес, хоча і не був гравцем основного складу, переважно виходячи на заміну.
2010 року Кальдерон був близький до оголошення про завершення кар'єри, однак в останній момент був заявлений за «Архентінос Хуніорс». І буквально відразу ж допоміг своєму новому клубу виграти чемпіонат Аргентини (Клаусуру) вперше за 25 років. Після перемоги в чемпіонаті Кальдерон провів ще один офіційний матч за свій перший клуб, «Дефенсорес де Камбасерес» (в якому з пенальті забив гол), після чого оголосив про завершення кар'єри футболіста.

## Виступи за збірну
1997 року дебютував в офіційних матчах у складі національної збірної Аргентини. 
Того ж року в складі збірної був учасником розіграшу Кубка Америки 1997 року в Болівії, де зіграв у трьох матчах групового етапу з Еквадором, Чилі і Парагваєм. Всього до кінця року провів у формі головної команди країни 5 матчів, але жодного голу так і не забив. В подальшому за збірну більше не грав, хоча і був заявлений за національну команду для участі в Кубку Америки 1999 року у Парагваї.

## Досягнення

### Командні
- Чемпіон Аргентини:

«Естудьянтес»: Апертура 2006
«Архентінос Хуніорс»: Клаусура 2010
- Володар Кубка Лібертадорес:

«Естудьянтес»: 2009
- Володар Південноамериканського кубка:

«Арсенал» (Саранді): 2007

### Особисті
- Найкращий бомбардир чемпіонату Аргентини: Апертура 1995 (13 голів), Клаусура 1999 (17 голів)
- Найкращий бомбардир Кубка Лібертадорес: 2006 (5 голів)